# Ugo Fabrizio Giordani
Ugo Fabrizio Giordani   (Roma, 8 de juliol de 1956) és un director de cinema italià.

## Biografia
Llicenciat en etnologia a la Universitat de Roma La Sapienza, l'any 1980 es va graduar en direcció pel Centro Sperimentale di Cinematografia (CSC) realitzant el curtmetratge Freezer, presentat al Festival Internacional de Cinema de Venècia, amb Remo Girone i Milena Vukotic. En els anys següents va treballar com a ajudant d'Ermanno Olmi i va assistir a Ipotesi Cinema a Bassano del Grappa. A Roma col·labora en el grup de treball de l'estudi EL coordinat per Ettore Scola. Com a assistent també treballa amb Carlo Lizzani, i en publicitat amb Alfredo Angeli i Giulio Paradisi.
Sempre com a ajudant, treballa en nombroses investigacions televisives amb el seu oncle Sergio Giordani. Com a director de televisió va fer pel·lícules per a Tutti in scena, Magazine, Telefono Giallo, Ultimo minuto, (Rai Tre, "Guglielmi"). Per Rai Uno va dirigir moltes pel·lícules per al programa Moda. En publicitat va treballar amb RPA i Filmaster-Linkage. També ha rodat moltes pel·lícules per al sector de la moda (Krizia, Benetton, Valentino, Lancetti) , i un documental de quaranta minuts sobre Giorgio Armani emès a Rai Uno.
El 1989 va dirigir la telefilm (Rai 2) Cuore di Ladro, produïda per Ettore Scola, amb la participació de Marcello Mastroianni, per a la sèrie Piazza Navona. L'any 1992 va escriure i dirigir la pel·lícula Lettera da Parigi amb Stefano Dionisi, Lucrezia Lante della Rovere, Irene Papas, Felice Andreasi, guanyadora de la millor opera prima a la XIII edició de la Mostra de València, produïda per Rai i Istituto Luce.
El 1993 va realitzar el documental Fracassa Fuori Campo amb Massimo Troisi presentat al Festival de Nàpols.
El 1996 va dirigir la pel·lícula Il sindaco amb Anthony Quinn, Anna Bonaiuto, Raoul Bova, Maria Grazia Cucinotta, produïda per Pupi i Antonio Avati juntament amb la Rai i Istituto Luce i inspirada en l'obra teatrale Il sindaco del rione Sanità deEduardo De Filippo. El 1997 va dirigir Il Mastino, sèrie de televisió de tres episodis amb Eros Pagni, Athina Cenci, Flavio Insinna (Rai Due). El 1998va dirigir els tres episodis de la sèrie Cronaca nera amb Luca Barbareschi, Lucrezia Lante della Rovere (Rai Due). El 2000 i el 2002 va continuar dirigint sèries de televisió i el 2005 la pel·lícula Troppo belli, amb Costantino Vitagliano i Daniele Interrante.
És nebot del polític, periodista i escriptor italià Igino Giordani.

## Filmografia

### Cinema
- Roma Roma Roma! (1990)
- Lettera da Parigi (1992)
- Il sindaco (1996)
- Teste di cocco (2000)
- Promessa d'amore (2004)
- Troppo belli (2005)
- Sharm el Sheikh - Un'estate indimenticabile (2010)

### Televisió
- Piazza Navona episodi Cuore di ladro (1988)
- Il mastino (1998)
- Cronaca nera (1998)
- Sei forte, maestro (2000)
- Vento di ponente (2002)
- La squadra (2002)